# Eleccions legislatives lituanes de 1992
Les Eleccions legislatives lituanes de 1992 es van celebrar el 25 d'octubre de 1992, les primeres convocades després de la independència de Lituània, per a escollir els 141 membres del Seimas El partit més votat fou el Partit Democràtic Laborista de Lituània i Adolfas Šleževičius fou nomenat primer ministre de Lituània.

## Resultats
| Partits                                                    | Partits                                                                                          | Partits                                                                       | Partits                                                                       | Vots                        | %     | Escons   | +/- |
| ---------------------------------------------------------- | ------------------------------------------------------------------------------------------------ | ----------------------------------------------------------------------------- | ----------------------------------------------------------------------------- | --------------------------- | ----- | -------- | --- |
|                                                            | Partit Democràtic Laborista de Lituània (Lietuvos Demokratinė Darbo Partija )                    | Partit Democràtic Laborista de Lituània (Lietuvos Demokratinė Darbo Partija ) | Partit Democràtic Laborista de Lituània (Lietuvos Demokratinė Darbo Partija ) | 817.332                     | 43,98 | 73 / 141 | 27  |
|                                                            | Coalició Sąjūdis (Sąjūdis koalicija)                                                             |                                                                               | Sąjūdis                                                                       | 393.502                     | 21,17 | 19 / 141 | 28  |
|                                                            | Coalició Sąjūdis (Sąjūdis koalicija)                                                             | Carta dels Ciutadans                                                          | 9 / 141                                                                       | 393.502                     | 21,17 | Nou      |     |
|                                                            | Coalició Sąjūdis (Sąjūdis koalicija)                                                             | Unió de Presos Polítics                                                       | 2 / 141                                                                       | 393.502                     | 21,17 | Nou      |     |
|                                                            | Coalició Sąjūdis (Sąjūdis koalicija)                                                             | Partit Verd                                                                   | 0 / 141                                                                       | 393.502                     | 21,17 | 5        |     |
|                                                            | LKDP-LPKTS-LDP (Lietuvos Krikščionų Demokratiaių Partija)                                        |                                                                               | Partit Democristià                                                            | 234.668                     | 12,61 | 14 / 141 | 13  |
|                                                            | LKDP-LPKTS-LDP (Lietuvos Krikščionų Demokratiaių Partija)                                        | LPKTS                                                                         | 4 / 141                                                                       | 234.668                     | 12,61 | Nou      |     |
|                                                            | LKDP-LPKTS-LDP (Lietuvos Krikščionų Demokratiaių Partija)                                        | Partit Democràtic                                                             | 0 / 141                                                                       | 234.668                     | 12,61 | 4        |     |
|                                                            | Partit Socialdemòcrata Lituà (Lietuvos Socialdemokratų Partija)                                  | Partit Socialdemòcrata Lituà (Lietuvos Socialdemokratų Partija)               | Partit Socialdemòcrata Lituà (Lietuvos Socialdemokratų Partija)               | 112.410                     | 6,05  | 8 / 141  | 1   |
|                                                            | Coalició Per una Lituània Unida (LKDS-JL) (”Jaunoji Lietuva" susivienijimas uz vieninga Lietuva) |                                                                               | Unió Democristiana                                                            | 66.027                      | 3,55  | 0 / 141  | Nou |
|                                                            | Coalició Per una Lituània Unida (LKDS-JL) (”Jaunoji Lietuva" susivienijimas uz vieninga Lietuva) | Unió de Joves Nacionalistes                                                   | 1 / 141                                                                       | 66.027                      | 3,55  | Nou      |     |
|                                                            | Moviment Centrista Lituà (Lietuvos Centro Judėjimas)                                             | Moviment Centrista Lituà (Lietuvos Centro Judėjimas)                          | Moviment Centrista Lituà (Lietuvos Centro Judėjimas)                          | 46.910                      | 2,52  | 2 / 141  | Nou |
|                                                            | Acció Electoral dels Polonesos de Lituània (Lietuvos lenkų rinkimų akcija)                       | Acció Electoral dels Polonesos de Lituània (Lietuvos lenkų rinkimų akcija)    | Acció Electoral dels Polonesos de Lituània (Lietuvos lenkų rinkimų akcija)    | 39.773                      | 2,14  | 4 / 141  | Nou |
|                                                            | Coalició LTS - NP (Lietuvių tautininkų ir Lietuvos demokratų partijos koalicija)                 |                                                                               | Unió Nacionalista i Republicana                                               | 36.916                      | 1,99  | 3 / 141  | Nou |
|                                                            | Coalició LTS - NP (Lietuvių tautininkų ir Lietuvos demokratų partijos koalicija)                 | Independència                                                                 | 1 / 141                                                                       | 36.916                      | 1,99  | Nou      |     |
|                                                            | Unió Liberal de Lituània                                                                         | Unió Liberal de Lituània                                                      | Unió Liberal de Lituània                                                      | 28,091                      | 1.51  | 0 / 141  | Nou |
|                                                            | Lliga de la Llibertat de Lituània                                                                | Lliga de la Llibertat de Lituània                                             | Lliga de la Llibertat de Lituània                                             | 22,034                      | 1.19  | 0 / 141  | Nou |
|                                                            | Independents                                                                                     | Independents                                                                  | Independents                                                                  |                             |       | 1 / 141  | 5   |
| Font: Essex Database Arxivat 2011-06-14 a Wayback Machine. | Font: Essex Database Arxivat 2011-06-14 a Wayback Machine.                                       | Font: Essex Database Arxivat 2011-06-14 a Wayback Machine.                    | Font: Essex Database Arxivat 2011-06-14 a Wayback Machine.                    | Total (participació 75,29%) |       | 141      |     |